# Campeonato Mundial de Atletismo em Pista Coberta de 2022
O Campeonato Mundial de Atletismo em Pista Coberta de 2022 foi a 18ª edição da competição organizada pela World Athletics no período de 18 a 20 de março de 2022, no Belgrade Arena, em Belgrado, na Sérvia. Foram disputadas 26 provas com a presença de 611 atletas de 128 nacionalidades.

## Calendário
| Data →             | 18 de março | 18 de março | 19 de março | 19 de março | 19 de março | 20 de março | 20 de março | 20 de março |
| Evento ↓           | M           | T           | M           | T           | T           | M           | T           | T           |
| ------------------ | ----------- | ----------- | ----------- | ----------- | ----------- | ----------- | ----------- | ----------- |
| 60 m               |             |             | Q           | SF          | F           |             |             |             |
| 400 m              | Q           | SF          |             | F           | F           |             |             |             |
| 800 m              | Q           |             |             | F           | F           |             |             |             |
| 1500 m             |             |             | Q           |             |             |             | F           | F           |
| 3000 m             | Q           |             |             |             |             | F           |             |             |
| 60 m com barreiras |             |             |             |             |             | Q           | S           | F           |
| 4 × 400 m          |             |             |             |             |             | Q           | F           | F           |
| Salto em altura    |             |             |             |             |             | F           |             |             |
| Salto com vara     |             |             |             |             |             |             | F           | F           |
| Salto em distância |             | F           |             |             |             |             |             |             |
| Salto triplo       | F           |             |             |             |             |             |             |             |
| Arremesso de peso  |             |             |             | F           | F           |             |             |             |
| Heptatlo           | F           | F           | F           | F           | F           |             |             |             |

| Data →             | 18 de março | 18 de março | 18 de março | 19 de março | 19 de março | 19 de março | 20 de março | 20 de março |
| Evento ↓           | M           | T           | T           | M           | T           | T           | M           | T           |
| ------------------ | ----------- | ----------- | ----------- | ----------- | ----------- | ----------- | ----------- | ----------- |
| 60 m               | Q           | SF          | F           |             |             |             |             |             |
| 400 m              | Q           | SF          | SF          |             | F           | F           |             |             |
| 800 m              |             |             |             | Q           |             |             |             | F           |
| 1500 m             | Q           |             |             |             | F           | F           |             |             |
| 3000 m             |             | Q           | Q           |             |             |             |             |             |
| 60 m com barreiras |             |             |             | Q           | SF          | F           |             |             |
| 4 × 400 m          |             |             |             |             |             |             | Q           | F           |
| Salto em altura    |             |             |             | F           |             |             |             |             |
| Salto com vara     |             |             |             |             | F           | F           |             |             |
| Salto em distância |             |             |             |             |             |             |             | F           |
| Salto triplo       |             |             |             |             |             |             | F           |             |
| Arremesso de peso  |             | F           | F           |             |             |             |             |             |
| Pentatlo           | F           | F           | F           |             |             |             |             |             |

| Q                                          | Eliminatórias | SF | Semifinais | F | Finais |
| M = Eventos da manhã, T = Eventos da tarde |               |    |            |   |        |

## Medalhistas
Esses são os resultados oficiais do campeonato. 

### Masculino
| Evento                      | Ouro                                                                                      | Ouro      | Prata                                                                   | Prata    | Bronze | Bronze   |
| 60 m detalhes               | Marcell Jacobs · Itália                                                                   | 6.41 ,    | Christian Coleman · Estados Unidos                                      | 6.41     | Marvin Bracy · Estados Unidos                                                                                  | 6.44     |
| 400 m detalhes              | Jereem Richards · Trinidad e Tobago                                                       | 45.00 ,   | Trevor Bassitt · Estados Unidos                                         | 45.05    | Carl Bengtström · Suécia                                                                                       | 45.33    |
| 800 m detalhes              | Mariano García · Espanha                                                                  | 1:46.20   | Noah Kibet · Quênia                                                     | 1:46.35  | Bryce Hoppel · Estados Unidos                                                                                  | 1:46.51  |
| 1500 m detalhes             | Samuel Tefera · Etiópia                                                                   | 3:32.77   | Jakob Ingebrigtsen · Noruega                                            | 3:33.02  | Abel Kipsang · Quênia                                                                                          | 3:33.36  |
| 3000 m detalhes             | Selemon Barega · Etiópia                                                                  | 7:41:38   | Lamecha Girma · Etiópia                                                 | 7:41:63  | Marc Scott · Reino Unido                                                                                       | 7:42:02  |
| 60 m com barreiras detalhes | Grant Holloway · Estados Unidos                                                           | 7.39      | Pascal Martinot-Lagarde · França                                        | 7.50     | Jarret Eaton · Estados Unidos                                                                                  | 7.53     |
| 4x400 m detalhes            | Bélgica · Julien Watrin · Alexander Doom · Jonathan Sacoor · Kevin Borlée · Dylan Borlée* | 3:06.52   | Espanha · Bruno Hortelano · Iñaki Cañal · Manuel Guijarro · Bernat Erta | 3:06.82  | Países Baixos · Taymir Burnet · Nick Smidt · Terrence Agard · Tony van Diepen · Isayah Boers* · Jochem Dobber* | 3:06.90  |
| Salto em distância detalhes | Miltiadis Tentoglou · Grécia                                                              | 8.55 m    | Thobias Montler · Suécia                                                | 8.38 m   | Marquis Dendy · Estados Unidos                                                                                 | 8.27 m   |
| Salto triplo detalhes       | Lázaro Martínez · Cuba                                                                    | 17.64 m   | Pedro Pichardo · Portugal                                               | 17.46 m  | Donald Scott · Estados Unidos                                                                                  | 17.21 m  |
| Salto em altura detalhes    | Woo Sang-hyeok Coreia do Sul                                                              | 2.34 m    | Loïc Gasch · Suíça                                                      | 2.31 m   | Hamish Kerr · Nova ZelândiaGianmarco Tamberi · Itália                                                          | 2.31 m   |
| Salto com vara detalhes     | Armand Duplantis · Suécia                                                                 | 6.20 m    | Thiago Braz · Brasil                                                    | 5.95 m   | Christopher Nilsen · Estados Unidos                                                                            | 5.90 m   |
| Arremesso de peso detalhes  | Darlan Romani · Brasil                                                                    | 22.53 m , | Ryan Crouser · Estados Unidos                                           | 22.44 m  | Tomas Walsh · Nova Zelândia                                                                                    | 22.31 m  |
| Heptatlo detalhes           | Damian Warner · Canadá                                                                    | 6489 pts  | Simon Ehammer · Suíça                                                   | 6363 pts | Ashley Moloney · Austrália                                                                                     | 6344 pts |

- Nota: * = atletas que competiram somente nas baterias

### Feminino
| Evento                      | Ouro | Ouro     | Prata                                                                                          | Prata    | Bronze | Bronze   |
| 60 m detalhes               | Mujinga Kambundji · Suíça                                                                                    | 6.96 ,   | Mikiah Brisco · Estados Unidos                                                                 | 6.99     | Marybeth Sant-Price · Estados Unidos                                                                           | 7.04     |
| 400 m detalhes              | Shaunae Miller-Uibo · Bahamas                                                                                | 50.31    | Femke Bol · Países Baixos                                                                      | 50.57    | Stephenie Ann McPherson · Jamaica                                                                              | 50.79    |
| 800 m detalhes              | Ajeé Wilson · Estados Unidos                                                                                 | 1:59.09  | Freweyni Hailu · Etiópia                                                                       | 2:00.54  | Halimah Nakaayi · Uganda                                                                                       | 2:00.66  |
| 1500 m detalhes             | Gudaf Tsegay · Etiópia                                                                                       | 3:57.19  | Axumawit Embaye · Etiópia                                                                      | 4:02.29  | Hirut Meshesha · Etiópia                                                                                       | 4:03.39  |
| 3000 m detalhes             | Lemlem Hailu · Etiópia                                                                                       | 8:41.82  | Elinor Purrier St. Pierre · Estados Unidos                                                     | 8:42.04  | Ejgayehu Taye · Etiópia                                                                                        | 8:42.23  |
| 60 m com barreiras detalhes | Cyréna Samba-Mayela · França                                                                                 | 7.78     | Devynne Charlton · Bahamas                                                                     | 7.81     | Gabbi Cunningham · Estados Unidos                                                                              | 7.87     |
| 4x400 m detalhes            | Jamaica · Junelle Bromfield · Janieve Russell · Roneisha McGregor · Stephenie Ann McPherson · Tiffany James* | 3:28.40  | Países Baixos · Lieke Klaver · Eveline Saalberg · Lisanne de Witte · Femke Bol · Andrea Bouma* | 3:28.57  | Polónia · Natalia Kaczmarek · Iga Baumgart-Witan · Kinga Gacka · Justyna Święty-Ersetic · Aleksandra Gaworska* | 3:28.59  |
| Salto em distância detalhes | Ivana Vuleta · Sérvia                                                                                        | 7.06 m   | Ese Brume · Nigéria                                                                            | 6.85 m   | Lorraine Ugen · Reino Unido                                                                                    | 6.82 m   |
| Salto triplo detalhes       | Yulimar Rojas · Venezuela                                                                                    | 15.74 m  | Maryna Bekh-Romanchuk · Ucrânia                                                                | 14.74 m  | Kimberly Williams · Jamaica                                                                                    | 14.62 m  |
| Salto em altura detalhes    | Yaroslava Mahuchikh · Ucrânia                                                                                | 2.02 m   | Eleanor Patterson · Austrália                                                                  | 2.00 m   | Nadezhda Dubovitskaya · Cazaquistão                                                                            | 1.98 m   |
| Salto com vara detalhes     | Sandi Morris · Estados Unidos                                                                                | 4.80 m   | Katie Nageotte · Estados Unidos                                                                | 4.75 m   | Tina Šutej · Eslovênia                                                                                         | 4.75 m   |
| Arremesso de peso detalhes  | Auriol Dongmo · Portugal                                                                                     | 20.43 m  | Chase Ealey · Estados Unidos                                                                   | 20.21 m  | Jessica Schilder · Países Baixos                                                                               | 19.48 m  |
| Pentatlo detalhes           | Noor Vidts · Bélgica                                                                                         | 4929 pts | Adrianna Sułek · Polónia                                                                       | 4851 pts | Kendell Williams · Estados Unidos                                                                              | 4680 pts |

- Nota: * = atletas que competiram somente nas baterias

## Quadro de medalhas
| Ordem | País              | Medalha de ouro | Medalha de prata | Medalha de bronze | Total |
| ----- | ----------------- | --------------- | ---------------- | ----------------- | ----- |
| 1     | Etiópia           | 4               | 3                | 2                 | 9     |
| 2     | Estados Unidos    | 3               | 7                | 9                 | 19    |
| 3     | Bélgica           | 2               | 0                | 0                 | 2     |
| 4     | Suíça             | 1               | 2                | 0                 | 3     |
| 5     | Suécia            | 1               | 1                | 1                 | 3     |
| 6     | Bahamas           | 1               | 1                | 0                 | 2     |
| 6     | Brasil            | 1               | 1                | 0                 | 2     |
| 6     | França            | 1               | 1                | 0                 | 2     |
| 6     | Portugal          | 1               | 1                | 0                 | 2     |
| 6     | Espanha           | 1               | 1                | 0                 | 2     |
| 6     | Ucrânia           | 1               | 1                | 0                 | 2     |
| 12    | Jamaica           | 1               | 0                | 2                 | 3     |
| 13    | Itália            | 1               | 0                | 1                 | 2     |
| 14    | Canadá            | 1               | 0                | 0                 | 1     |
| 14    | Cuba              | 1               | 0                | 0                 | 1     |
| 14    | Grécia            | 1               | 0                | 0                 | 1     |
| 14    | Sérvia            | 1               | 0                | 0                 | 1     |
| 14    | Coreia do Sul     | 1               | 0                | 0                 | 1     |
| 14    | Trinidad e Tobago | 1               | 0                | 0                 | 1     |
| 14    | Venezuela         | 1               | 0                | 0                 | 1     |
| 21    | Países Baixos     | 0               | 2                | 2                 | 4     |
| 22    | Austrália         | 0               | 1                | 1                 | 2     |
| 22    | Quênia            | 0               | 1                | 1                 | 2     |
| 22    | Polónia           | 0               | 1                | 1                 | 2     |
| 25    | Nigéria           | 0               | 1                | 0                 | 1     |
| 25    | Noruega           | 0               | 1                | 0                 | 1     |
| 27    | Reino Unido       | 0               | 0                | 2                 | 2     |
| 27    | Nova Zelândia     | 0               | 0                | 2                 | 2     |
| 29    | Cazaquistão       | 0               | 0                | 1                 | 1     |
| 29    | Eslovênia         | 0               | 0                | 1                 | 1     |
| 29    | Uganda            | 0               | 0                | 1                 | 1     |
| Total | Total             | 26              | 26               | 27                | 79    |

## Participantes por nacionalidade
Um total de 611 atletas de 128 países participaram do campeonato.
- Albânia (1)
- Argélia (2)
- Andorra (1)
- Argentina (1)
- Equipe de atleta refugiado (1)
- Austrália (15)
- Áustria (2)
- Azerbaijão (1)
- Bahamas (5)
- Bangladesh (1)
- Barbados (3)
- Bélgica (20)
- Bermudas (1)
- Bolívia (1)
- Bósnia e Herzegovina (1)
- Botswana (1)
- Brasil (17)
- Bulgária (1)
- Ilhas Virgens Britânicas (2)
- Burundi (1)
- Canadá (18)
- Chade (1)
- Chile (1)
- China (1)
- Taipé Chinesa (1)
- Colômbia (1)
- Comores (1)
- Croácia (2)
- Cuba (5)
- Chipre (3)
- Chéquia (13)
- Dinamarca (5)
- Dominica (1)
- Equador (5)
- Egito (1)
- Eritreia (1)
- Estónia (5)
- Essuatíni (1)
- Etiópia (14)
- Finlândia (5)
- França (10)
- Gâmbia (1)
- Alemanha (16)
- Gana (2)
- Gibraltar (1)
- Reino Unido (30)
- Grécia (6)
- Granada (1)
- Guiana (4)
- Haiti (2)
- Hong Kong (1)
- Hungria (4)
- Islândia (2)
- Índia (3)
- Indonésia (1)
- Irão (2)
- Irlanda (16)
- Israel (3)
- Itália (22)
- Costa do Marfim (1)
- Jamaica (15)
- Japão (7)
- Cazaquistão (3)
- Quênia (9)
- Kosovo (1)
- Quirguistão (1)
- Letônia (1)
- Libéria (2)
- Líbano (1)
- Líbia (1)
- Lituânia (2)
- Luxemburgo (3)
- Madagáscar (1)
- Maldivas (1)
- Mali (1)
- Malta (2)
- Ilhas Maurícias (1)
- México (4)
- Moldávia (1)
- Mónaco (1)
- Montenegro (1)
- Marrocos (5)
- Países Baixos (20)
- Nova Zelândia (5)
- Níger (1)
- Nigéria (6)
- Macedônia do Norte (1)
- Noruega (5)
- Omã (1)
- Paquistão (1)
- Paraguai (1)
- Peru (1)
- Filipinas (1)
- Polónia (23)
- Portugal (12)
- Porto Rico (1)
- Catar (2)
- Roménia (10)
- Arábia Saudita (1)
- Senegal (1)
- Sérvia (13)
- Seicheles (1)
- Serra Leoa (1)
- Singapura (1)
- Eslováquia (7)
- Eslovênia (7)
- África do Sul (3)
- Coreia do Sul (1)
- Sudão do Sul (1)
- Espanha (25)
- Sudão (1)
- Suécia (14)
- Suíça  (10)
- Tajiquistão (1)
- Tanzânia (1)
- Togo (1)
- Trinidad e Tobago (4)
- Tunísia (1)
- Turcas e Caicos (1)
- Turquia (1)
- Uganda (2)
- Ucrânia (6)
- Emirados Árabes Unidos (1)
- Estados Unidos (52)
- Ilhas Virgens Americanas (1)
- Uruguai (1)
- Uzbequistão (2)
- Venezuela (3)

- Atletas da Bielorrússia e da Rússia não foram autorizados a participar do evento devido a interversão da Rússia na Ucrânia.

## Participação do Kosovo
Kosovo teve uma representante no campeonato, Gresa Bakraqi, que competiu nos 1500m femininos. Devido a uma longa disputa sobre a independência do país da nação anfitriã, a bandeira do Kosovo não foi mostrada durante o evento e também não foi incluída no site oficial da competição administrado pelo Comitê Organizador e hospedado no domínio Mundial de Atletismo.
Legenda
| Recorde mundial       | Recorde mundial (World record)               |                       | Recorde africano                      | Recorde africano (African) |                                           | Q | Classificado por posição (Qualified) |
| Recorde do campeonato | Recorde do campeonato (Championship record)  | Recorde da América    | Recorde da América (Americas)         | q                          | Classificado por melhor tempo (Qualified) |   |                                      |
| Melhor marca do ano   | Melhor marca do ano (World leading)          | Recorde asiático      | Recorde asiático (Asian)              | DNS                        | Não largou (Did not start)                |   |                                      |
| Recorde nacional      | Recorde nacional (National record)           | Recorde europeu       | Recorde europeu (European)            | DNF                        | Não terminou (Did not finish)             |   |                                      |
| Recorde pessoal       | Recorde pessoal do atleta (Personal best)    | Recorde da Oceania    | Recorde da Oceania (Oceania)          | DSQ / DQ                   | Desclassificado (Disqualified)            |   |                                      |
| Recorde da temporada  | Recorde da temporada do atleta (Season best) | Recorde sul-americano | Recorde sul-americano (South America) | NM                         | Sem marca (No mark)                       |   |                                      |